# Douglas Kahn
Douglas Kahn (Bremerton, Washington, EE. UU.; 1951) es un artista sonoro y académico estadounidense. Es conocido por sus escritos históricos y teóricos sobre el uso del sonido en las artes y la música experimentales de vanguardia, las energías en las artes y la historia y teoría de las artes mediáticas. Sus escritos han sido influyentes en el área académica de los estudios del sonido y del arte sonoro. 

## Biografía

### Carrera académica
Douglas Kahn es profesor honorario de la Facultad de Artes de la Universidad de Sídney, profesor emérito de la Universidad de Nueva Gales del Sur, Australia, y profesor emérito de la Universidad de California en Davis, donde fue director fundador de Estudios Tecnoculturales. De 2012 a 2016, recibió una beca del Consejo Australiano de Investigación y una beca Guggenheim en 2006.

## Obra
Su libro Noise, Water, Meat: A History of Sound in the Arts fue publicado por  MIT Press en 1999. La revista The Times Literary Supplement calificó el libro como "una impresionante combinación de sólida investigación académica y pirotecnia teórica".
Earth Sound Earth Signal: Energies and Earth Magnitude in the Arts fue publicado en 2013 por la University of California Press. El apoyo fue proporcionado por una beca Guggenheim para investigar la historia del electromagnetismo natural en las telecomunicaciones, la ciencia y las artes, y por una beca para escritores artísticos de 2008 de Creative Capital y la Fundación Warhol. Slate and Public Books incluyó a Earth Sound Earth Signal como uno de los libros del año.
Energies in the Arts, su colección editada publicada por MIT Press en 2019, aboga por una noción pluralista del concepto de energía para informar la investigación en humanidades que incluya y vaya más allá de las asociaciones dominantes de la energía con el uso de combustibles fósiles y la física. MIT Press resumió el libro como "Investigar los conceptos y las realidades materiales de la energía que fluye a través de las artes: un texto fundamental".
Propuso el término "ecópata" en relación con psicópata y sociópata en su ensayo "¿Qué es un ecópata?" publicado por Sydney Review of Books.
Con el compositor y editor fundador Larry Austin, Kahn editó Fuente: Music of the Avant-garde, una colección de material extraído de la serie de revistas Fuente: Music of the Avant Garde original y, con la historiadora del arte Hannah Higgins, ha editado una colección. de ensayos y documentos históricos, Experimentalismo de mainframe: informática temprana y los fundamentos de las artes digitales. Fue editor (con Gregory Whitehead) de Wireless Imagination: Sound, Radio, and the Avant-garde publicado por MIT Press en 1992; autor de John Heartfield: Art and Mass Media publicado por Tanam Press en 1985; y editor (con Diane Neumaier) de Cultures in Contention publicado por Real Comet Press en 1985. También ha escrito para The Wire, The Guardian y muchas otras publicaciones ocasionales.
Kahn nació y creció en Bremerton, Washington. Estuvo en la primera promoción de The Evergreen State College y se graduó con una licenciatura; obtuvo una maestría en etnomusicología de la Universidad Wesleyana, donde estudió con Alvin Lucier y Ron Kuivila; una Maestría en Bellas Artes en Artes Post-estudio en el Instituto de las Artes de California , donde estudió con David Antin, Vito Acconci, John Baldessari, Yvonne Rainer y James Tenney, y un doctorado en historia y teoría del arte de la Universidad de Western Sydney bajo supervisión de Helen Grace.
Kahn creó el recorte de la cinta de audio Reagan Speaks For Himself en 1980 utilizando una entrevista realizada por Bill Moyers a Ronald Reagan cuando todavía era candidato a la presidencia. La primera versión se publicó en un casete de audio Sub Pop y la segunda versión se publicó en un disco flexible en la revista RAW. La cinta de audio fue utilizada en una mezcla de baile por Fine Young Cannibals y muestreada por Eric B. & Rakim en su canción " Paid in Full (Coldcut Mix)". Kahn aparece en la película de 1995 Sonic Outlaws del cineasta de San Francisco Craig Baldwin.

## Vida personal
Kahn vive en Katoomba, Nueva Gales del Sur, Australia.